# Acorypha laticosta
Acorypha laticosta är en insektsart som först beskrevs av Karsch 1896.  Acorypha laticosta ingår i släktet Acorypha och familjen gräshoppor. Inga underarter finns listade i Catalogue of Life.